# 洛德斯·古列尔
洛德斯·古列尔（西班牙語：Lourdes Gurriel，1957年3月25日—），古巴男子棒球运动员。他曾代表古巴参加1992年夏季奥林匹克运动会棒球比赛，获得一枚金牌。他也曾参加1983年、1987年、1991年和1995年泛美运动会。